# Pelorurus cregoei
Pelorurus cregoei är en skalbaggsart som beskrevs av Lewis 1901. Pelorurus cregoei ingår i släktet Pelorurus och familjen stumpbaggar. Inga underarter finns listade i Catalogue of Life.